# Veneind
Veneind is een buurtschap in de gemeente Eersel in de Nederlandse provincie Noord-Brabant. Het ligt direct ten zuidoosten van het dorp Vessem.
Hoofdplaats: Eersel      Overige dorpen: Duizel · Knegsel · Steensel · Vessem · Wintelre

Buurtschappen en gehuchten: Bijsterveld · Boksheide · De Hees · De Hoef · Donk · Driehuis · Driehuizen · Het Heike · Hoekdries · Hoogstraat · Kreiel · Maaskant · Meer · Meerven · Molenveld · Mosik · Mostheuvel · Rietven · Schadewijk · Scherpenering · Sneidershoek · Spijkert · Stevert · Stokkelen · Veneind · Wolfshoek

Voormalige gemeenten: Duizel en Steensel · Vessem, Wintelre en Knegsel

Noord-Brabant: Steden en dorpen      Nederland: Provincies · Gemeenten